# Tripyla gigantea
Tripyla gigantea är en rundmaskart. Tripyla gigantea ingår i släktet Tripyla och familjen Tripylidae. Inga underarter finns listade i Catalogue of Life.